# Hồng y Quốc vụ khanh
Hồng y Quốc vụ khanh là người đứng đầu Phủ Quốc vụ khanh Tòa Thánh, cơ quan lâu đời và quan trọng nhất của Giáo triều Rôma. Phủ quốc vụ khanh có chức năng chính trị và ngoại giao của Tòa Thánh và Thành Vatican nên Hồng y Quốc vụ khanh cũng được gọi là Ngoại trưởng của Tòa Thánh. Dù vậy, xét theo cấp bậc lãnh đạo một quốc gia, Hồng y Quốc vụ khanh tương đương chức thủ tướng của một chính phủ.
Hồng y Quốc vụ khanh được coi là "nhân vật số hai" tại Vatican (sau giáo hoàng) và mang cấp ngoại giao tương đương người đứng đầu chính phủ (thủ tướng) trên trực tế. Mặc dù trên danh nghĩa thì người đứng đầu chính phủ Tòa Thánh là chủ tịch Ủy ban Giáo hoàng về Quốc gia Thành Vatican.
Giáo hoàng bổ nhiệm Hồng y Quốc vụ khanh và nhiệm kỳ này là vô hạn, chỉ chấm dứt khi vị giáo hoàng bổ nhiệm ông qua đời hoặc từ chức hoặc có sự bổ nhiệm cho người khác. Người hiện đang giữ chức này là Hồng y Pietro Parolin.

## Danh sách

### Quốc vụ khanh từ năm 1551 đến năm 1644
| Tên | Chân dung                      | Nhiệm kỳ                                 | Giáo hoàng                   |
| --- | ------------------------------ | ---------------------------------------- | ---------------------------- |
| Girolamo Dandini (1509 – 4 tháng 12 năm 1559)                                                           |                                | 1551 – 25 tháng 10 năm 1555              | Iulius III (1550 – 1555)     |
| Girolamo Dandini (1509 – 4 tháng 12 năm 1559)                                                           | Marcellus II (1555)            | 1551 – 25 tháng 10 năm 1555              |                              |
| Girolamo Dandini (1509 – 4 tháng 12 năm 1559)                                                           | Paulus IV (1555 – 1559)        | 1551 – 25 tháng 10 năm 1555              |                              |
| Chức vụ bỏ trống (1565 – 1560)                                                                          |                                |                                          |                              |
| Charles Borromeo (2 tháng 10 năm 1538 – 3 tháng 11 năm 1584)                                            |                                | Tháng 12 năm 1560 – 1565                 | Pius IV (1559 – 1565)        |
| Tolomeo Gallio (25 tháng 9 năm 1527 – 3 tháng 2 năm 1607)                                               |                                | 1565 – 1566                              | Pius IV (1559 – 1565)        |
| Girolamo Rusticucci (Tháng 1 năm 1537 – 14 tháng 6 năm 1603)                                            |                                | 1566 – 1572                              | Pius V (1566 – 1572)         |
| Tolomeo Gallio (25 tháng 9 năm 1527 – 3 tháng 2 năm 1607)                                               |                                | 1572 – 1585                              | Gregorius XIII (1572 – 1585) |
| Decio Azzolini (seniore) (1 tháng 7 năm 1549 – 7 tháng 10 năm 1587)                                     |                                | 1585 – 1587                              | Sixtus V (1585 – 1590)       |
| Alessandro Peretti di Montalto (Hồng y - Cháu trai (cardinalis nepos)) (1571 – 2 tháng 7 năm 1623)      |                                | 1587 – 1590                              | Sixtus V (1585 – 1590)       |
| Chức vụ bỏ trống (1590 – 1591)                                                                          | Chức vụ bỏ trống (1590 – 1591) | Chức vụ bỏ trống (1590 – 1591)           | Urbanus VII (1590)           |
| Paolo Emilio Sfondrati (Hồng y - Cháu trai (cardinalis nepos)) (1560 – 14 tháng 2 năm 1618)             |                                | 1591                                     | Gregorius XIV (1590 – 1591)  |
| Giovanni Antonio Facchinetti (Hồng y - Cháu trai (cardinalis nepos)) (1560 – 14 tháng 2 năm 1618)       |                                | 1591                                     | Gregorius XIV (1590 – 1591)  |
| Chức vụ bỏ trống (1591 – 1592)                                                                          | Chức vụ bỏ trống (1591 – 1592) | Chức vụ bỏ trống (1591 – 1592)           | Innocentius IX (1591)        |
| Chức vụ bỏ trống (1591 – 1592)                                                                          | Chức vụ bỏ trống (1591 – 1592) | Chức vụ bỏ trống (1591 – 1592)           | Trống tòa (1591 – 1592)      |
| Pierbenedetto Peretti (? – ?)                                                                           |                                | 1592 – 1593                              | Clemens VIII (1592 – 1605)   |
| Pietro Aldobrandini (Hồng y - Cháu trai (cardinalis nepos)) (31 tháng 3 năm 1571 – 10 tháng 2 năm 1621) |                                | 3 tháng 11 năm 1593 – 3 tháng 3 năm 1605 | Clemens VIII (1592 – 1605)   |
| Cinzio Aldobrandini (Hồng y - Cháu trai (cardinalis nepos)) (1551 – 1 tháng 1 năm 1610)                 |                                | 3 tháng 11 năm 1593 – 3 tháng 3 năm 1605 | Clemens VIII (1592 – 1605)   |
| Roberto Ubaldini (1581 – 22 tháng 4 năm 1635)                                                           |                                | 1605                                     | Leo XI (1605)                |
| Erminio Valenti (24 tháng 12 năm 1564 – 22 tháng 8 năm 1618)                                            |                                | 1605                                     | Paulus V (1605 – 1621)       |
| Lanfranco Margotti (Tháng 9 năm 1559 – 28 tháng 11 năm 1611)                                            |                                | 1605 – 1611                              | Paulus V (1605 – 1621)       |
| Porfirio Feliciani (? – 2 tháng 10 năm 1634)                                                            |                                | 1611 – 1621                              | Paulus V (1605 – 1621)       |
| Giovanni Battista Agucchi (1570 – 1 tháng 1 năm 1632)                                                   |                                | 1621 – 1623                              | Gregorius XV (1621 – 1623)   |
| Lorenzo Magalotti (1 tháng 1 năm 1584 – 19 tháng 9 năm 1637)                                            |                                | 1 tháng 9 năm 1623 – 5 tháng 5 năm 1628  | Urbanus VIII (1623 – 1644)   |
| Lorenzo Azzolini (1583 – Tháng 11 năm 1633)                                                             |                                | 1628 – 1632                              | Urbanus VIII (1623 – 1644)   |
| Pietro Benessa (1580 – 1642)                                                                            |                                | 1632 – 1634                              | Urbanus VIII (1623 – 1644)   |
| Francesco Adriano Ceva (1580 – 12 tháng 10 năm 1655)                                                    |                                | 1634 – 1643                              | Urbanus VIII (1623 – 1644)   |
| Giovanni Battista Spada (28 tháng 8 năm 1597 – 23 tháng 1 năm 1675)                                     |                                | 1643 – 1644                              | Urbanus VIII (1623 – 1644)   |

### Hồng y Quốc vụ khanh từ năm 1644 đến nay
| Tên                                                                             | Chân dung                                                    | Nhiệm kỳ | Giáo hoàng                                       |
| ------------------------------------------------------------------------------- | ------------------------------------------------------------ | --- | ------------------------------------------------ |
| Giovanni Giacomo Panciroli (1587 – 3 tháng 9 năm 1651)                          |                                                              | 15 tháng 9 năm 1644 – 3 tháng 9 năm 1651 | Innocens X (1644 – 1655)                         |
| Fabio Chigi (13 tháng 2 năm 1599 – 22 tháng 5 năm 1667)                         |                                                              | 3 tháng 12 năm 1652 – 7 tháng 1 năm 1655 | Innocens X (1644 – 1655)                         |
| Giulio Rospigliosi (28 tháng 1 năm 1600 – 9 tháng 12 năm 1669)                  |                                                              | 7 tháng 4 năm 1655 – 22 tháng 5 năm 1667 | Alexander VII (1655 – 1667)                      |
| Decio Azzolini (iuniore) (11 tháng 4 năm 1623 – 8 tháng 6 năm 1689)             |                                                              | 25 tháng 6 năm 1667 – 9 tháng 12 năm 1669 | Clemens IX (1667 – 1669)                         |
| Chức vụ bỏ trống (9 tháng 12 năm 1669 – 11 tháng 5 năm 1670)                    | Chức vụ bỏ trống (9 tháng 12 năm 1669 – 11 tháng 5 năm 1670) | Chức vụ bỏ trống (9 tháng 12 năm 1669 – 11 tháng 5 năm 1670)                                                                                                | Trống tòa (1669 – 1670)                          |
| Federico Borromeo (iuniore) (29 tháng 5 năm 1617 – 18 tháng 2 năm 1673)         |                                                              | 11 tháng 5 năm 1670 – 18 tháng 2 năm 1673 | Clemens X (1670 – 1676)                          |
| Francesco Nerli (iuniore) (12 tháng 6 năm 1636 – 8 tháng 4 năm 1708)            |                                                              | 1 tháng 8 năm 1673 – 22 tháng 7 năm 1676 | Clemens X (1670 – 1676)                          |
| Alderano Cybo (16 tháng 7 năm 1613 – 22 tháng 7 năm 1700)                       |                                                              | 23 tháng 9 năm 1676 – 12 tháng 8 năm 1689 | Innocentius XI (1676 – 1689)                     |
| Giambattista Rubini (5 tháng 6 năm 1642 – 17 tháng 2 năm 1707)                  |                                                              | 6 tháng 10 năm 1689 – 1 tháng 2 năm 1691 | Alexander VIII (1689 – 1691)                     |
| Fabrizio Spada (17 tháng 3 năm 1643 – 15 tháng 6 năm 1717)                      |                                                              | 14 tháng 7 năm 1691 – 27 tháng 9 năm 1700 | Innocens XII (1691 – 1700)                       |
| Fabrizio Paolucci (2 tháng 6 năm 1651 – 12 tháng 6 năm 1726)                    |                                                              | 3 tháng 12 năm 1700 – 19 tháng 3 năm 1721 | Clemens XI (1700 – 1721)                         |
| Giorgio Spinola (6 tháng 6 năm 1667 – 17 tháng 1 năm 1739)                      |                                                              | 10 tháng 5 năm 1721 – 7 tháng 3 năm 1724 | Innocens XIII (1721 – 1724)                      |
| Fabrizio Paolucci (2 tháng 6 năm 1651 – 12 tháng 6 năm 1726)                    |                                                              | 6 tháng 6 năm 1724 – 12 tháng 6 năm 1726 | Biển Đức XIII (1724 – 1730)                      |
| Niccolò Maria Lercari (9 tháng 11 năm 1675 – 21 tháng 11 năm 1751)              |                                                              | 14 tháng 1 năm 1726 – 21 tháng 2 năm 1730 | Biển Đức XIII (1724 – 1730)                      |
| Antonio Banchieri (19 tháng 5 năm 1667 – 16 tháng 9 năm 1733)                   |                                                              | 15 tháng 7 năm 1730 – 16 tháng 9 năm 1733 | Clemens XII (1730 – 1740)                        |
| Giuseppe Firrao (seniore) (12 tháng 7 năm 1670 – 24 tháng 10 năm 1744)          |                                                              | 4 tháng 10 năm 1733 – 6 tháng 2 năm 1740 | Clemens XII (1730 – 1740)                        |
| Silvio Valenti Gonzaga 1 tháng 3 năm 1690 – 28 tháng 8 năm 1756)                |                                                              | 20 tháng 8 năm 1740 – 28 tháng 8 năm 1756 | Biển Đức XIV (1740 – 1758)                       |
| Alberico Archinto (8 tháng 11 năm 1698 – 30 tháng 9 năm 1758)                   |                                                              | 10 tháng 9 năm 1756 – 30 tháng 9 năm 1758 | Biển Đức XIV (1740 – 1758)                       |
| Luigi Maria Torregiani (18 tháng 10 năm 1697 – 6 tháng 1 năm 1777)              |                                                              | 8 tháng 10 năm 1758 – 2 tháng 2 năm 1769 | Clemens XIII (1758 – 1769)                       |
| Lazzaro Opizio Pallavicini (30 tháng 10 năm 1719 – 23 tháng 2 năm 1785)         |                                                              | 19 tháng 5 năm 1769 – 22 tháng 9 năm 1774 | Clemens XIV (1769 – 1774)                        |
| Lazzaro Opizio Pallavicini (30 tháng 10 năm 1719 – 23 tháng 2 năm 1785)         | 22 tháng 9 năm 1774 – 15 tháng 2 năm 1775                    | Trống tòa (1774 – 1775) |                                                  |
| Lazzaro Opizio Pallavicini (30 tháng 10 năm 1719 – 23 tháng 2 năm 1785)         | 15 tháng 2 năm 1775 – 23 tháng 2 năm 1785                    | Pius VI (1775 – 1799) |                                                  |
| Ignazio Gaetano Boncompagni Ludovisi (18 tháng 1 năm 1743 – 9 tháng 8 năm 1790) |                                                              | Pius VI (1775 – 1799) | 29 tháng 6 năm 1785 – 30 tháng 9 năm 1789        |
| Francesco Saverio de Zelada (27 tháng 8 năm 1717 – 19 tháng 12 năm 1801)        |                                                              | Pius VI (1775 – 1799) | 14 tháng 10 năm 1789 – 10 tháng 2 năm 1796       |
| Ignazio Busca (31 tháng 8 năm 1731 – 12 tháng 8 năm 1803)                       |                                                              | Pius VI (1775 – 1799) | 9 tháng 8 năm 1796 – 18 tháng 3 năm 1797         |
| Giuseppe Doria Pamphili (11 tháng 11 năm 1751 – 10 tháng 2 năm 1816)            |                                                              | Pius VI (1775 – 1799) | 16 (?)/18 tháng 3 năm 1797 – 29 tháng 8 năm 1799 |
| Ercole Consalvi (8 tháng 6 năm 1757 – 24 tháng 1 năm 1824)                      |                                                              | 15 tháng 3 – 11 tháng 8 năm 1800 (Phó quốc vụ khanh) 11 tháng 8 năm 1800 – 17 tháng 6 năm 1806 (Quốc vụ khanh)                                              | Pius VII (1800 – 1823)                           |
| Filippo Casoni (6 tháng 3 năm 1733 – 9 tháng 10 năm 1811)                       |                                                              | 17 tháng 6 năm 1806 – 2 tháng 2 năm 1808 | Pius VII (1800 – 1823)                           |
| Giulio Gabrielli Trẻ (20 tháng 7 năm 1748 – 26 tháng 9 năm 1822)                |                                                              | 26 tháng 3 năm 1808 – 17 tháng 5 năm 1814 | Pius VII (1800 – 1823)                           |
| Giuseppe Doria Pamphili (11 tháng 11 năm 1751 – 10 tháng 2 năm 1816)            |                                                              | Đầu tháng 2 năm 1808 – 23 tháng 3 năm 1808 (?) (Phó quốc vụ khanh)                                                                                          | Pius VII (1800 – 1823)                           |
| Bartolomeo Pacca (27 tháng 12 năm 1756 – 19 tháng 4 năm 1844)                   |                                                              | 18 tháng 6 năm 1808 – 17 tháng 5 năm 1814 (Phó quốc vụ khanh)                                                                                               | Pius VII (1800 – 1823)                           |
| Ercole Consalvi (8 tháng 6 năm 1757 – 24 tháng 1 năm 1824)                      |                                                              | 17 tháng 5 năm 18143 – 20 tháng 9 năm 1823 | Pius VII (1800 – 1823)                           |
| Giulio Maria della Somaglia (29 tháng 7 năm 1744 – 2 tháng 4 năm 1830)          |                                                              | 28 tháng 9 năm 1823 – 17 tháng 1 năm 1828 | Leo XII (1823 – 1829)                            |
| Tommaso Bernetti (29 tháng 12 năm 1779 – 21 tháng 3 năm 1852)                   |                                                              | 17 tháng 6 năm 1828 – 10 tháng 2 năm 1829 (Phó quốc vụ khanh)                                                                                               | Leo XII (1823 – 1829)                            |
| Giuseppe Albani (13 tháng 9 năm 1750 – 3 tháng 12 năm 1834)                     |                                                              | 31 tháng 3 năm 1829 – 30 tháng 11 năm 1830 | Pius VIII (1829 – 1830)                          |
| Tommaso Bernetti (29 tháng 12 năm 1779 – 21 tháng 3 năm 1852)                   |                                                              | 21 tháng 2 – 10 tháng 8 năm 1831 (Phó quốc vụ khanh) 10 tháng 8 năm 1831 – 12 tháng 1 năm 1836 (Quốc vụ khanh)                                              | Gregorius XVI (1531 – 1546)                      |
| Luigi Lambruschini (6 tháng 3 năm 1776 – 12 tháng 5 năm 1854)                   |                                                              | 12 tháng 1 năm 1836 – 1 tháng 6 năm 1846 | Gregorius XVI (1531 – 1546)                      |
| Tommaso Pasquale Gizzi (22 tháng 9 năm 1787 – 3 tháng 6 năm 1849)               |                                                              | 8 tháng 8 năm 1846 – 5 tháng 7 năm 1847 | Pius IX (1846 – 1878)                            |
| Gabriele Ferretti (22 tháng 9 năm 1787 – 3 tháng 6 năm 1849)                    |                                                              | 17 tháng 7 năm 1847 – 31 tháng 12 năm 1848 | Pius IX (1846 – 1878)                            |
| Giuseppe Bofondi (24 tháng 10 năm 1795 – 2 tháng 12 năm 1867)                   |                                                              | 1 tháng 2 – 10 tháng 3 năm 1848 | Pius IX (1846 – 1878)                            |
| Giacomo Antonelli (2 tháng 4 năm 1806 – 6 tháng 11 năm 1876)                    |                                                              | 10 tháng 3 – 3 tháng 5 năm 1848 | Pius IX (1846 – 1878)                            |
| Antonio Francesco Orioli (10 tháng 12 năm 1778 – 20 tháng 2 năm 1852)           |                                                              | 4 tháng 5 – 2 tháng 6 năm 1848 (Tạm quyền) | Pius IX (1846 – 1878)                            |
| Giovanni Soglia Ceroni (10 tháng 10 năm 1779 – 12 tháng 8 năm 1856)             |                                                              | 4 tháng 6 – 29 tháng 11 năm 1848 | Pius IX (1846 – 1878)                            |
| Giacomo Antonelli (2 tháng 4 năm 1806 – 6 tháng 11 năm 1876)                    |                                                              | 29 tháng 11 năm 1848 – 6 tháng 11 năm 1876 | Pius IX (1846 – 1878)                            |
| Giovanni Simeoni (18 tháng 11 năm 1876 – 7 tháng 2 năm 1878)                    |                                                              | 18 tháng 12 năm 1876 – 7 tháng 2 năm 1878 | Pius IX (1846 – 1878)                            |
| Alessandro Franchi (25 tháng 6 năm 1819 – 31 tháng 7 năm 1878)                  |                                                              | 5 tháng 3 – 31 tháng 7 năm 1878 | Leo XIII (1878 – 1903)                           |
| Lorenzo Nina (12 tháng 5 năm 1812 – 25 tháng 7 năm 1885)                        |                                                              | 9 tháng 8 năm 1878 – 16 tháng 12 năm 1880 | Leo XIII (1878 – 1903)                           |
| Lodovico Jacobini (6 tháng 1 năm 1832 – 28 tháng 2 năm 1887)                    |                                                              | 16 tháng 12 năm 1880 – 28 tháng 2 năm 1887 | Leo XIII (1878 – 1903)                           |
| Mariano Rampolla (17 tháng 8 năm 1843 – 16 tháng 12 năm 1913)                   |                                                              | 2 tháng 6 năm 1887 – 20 tháng 7 năm 1903 | Leo XIII (1878 – 1903)                           |
| Rafael Merry del Val (10 tháng 10 năm 1865 – 26 tháng 2 năm 1930)               |                                                              | 12 tháng 11 năm 1903 – 20 tháng 8 năm 1914 | Pius X (1903 – 1914)                             |
| Domenico Ferrata (4 tháng 3 năm 1847 – 10 tháng 10 năm 1914)                    |                                                              | 4 tháng 9 – 10 tháng 10 năm 1914 | Biển Đức XV (1914 – 1922)                        |
| Pietro Gasparri (5 tháng 5 năm 1852 – 18 tháng 11 năm 1934)                     |                                                              | 13 tháng 10 năm 1914 – 22 tháng 1 năm 1922 | Biển Đức XV (1914 – 1922)                        |
| Pietro Gasparri (5 tháng 5 năm 1852 – 18 tháng 11 năm 1934)                     | 22 tháng 1 – 6 tháng 2 năm 1922                              | Trống tòa (1922) |                                                  |
| Pietro Gasparri (5 tháng 5 năm 1852 – 18 tháng 11 năm 1934)                     | 6 tháng 2 năm 1922 – 7 tháng 2 năm 1930                      | Pius XI (1922 – 1939) |                                                  |
| Eugenio Pacelli (2 tháng 3 năm 1876 – 9 tháng 10 năm 1958)                      |                                                              | Pius XI (1922 – 1939) | 9 tháng 2 năm 1930 – 10 tháng 2 năm 1939         |
| Luigi Maglione (2 tháng 3 năm 1877 – 22 tháng 8 năm 1944)                       |                                                              | 10 tháng 3 năm 1939 – 22 tháng 8 năm 1944 | Pius XII (1939 – 1958)                           |
| Chức vụ bỏ trống (22 tháng 12 năm 1944 – 14 tháng 12 năm 1958)                  |                                                              | | Pius XII (1939 – 1958)                           |
| Domenico Tardini (29 tháng 2 năm 1888 – 30 tháng 7 năm 1961)                    |                                                              | 15 tháng 12 năm 1958 – 30 tháng 7 năm 1961 | Ioannes XXIII (1958 – 1963)                      |
| Amleto Giovanni Cicognani (24 tháng 2 năm 1883 – 17 tháng 12 năm 1973)          |                                                              | 12 tháng 8 năm 1961 – 3 tháng 6 năm 1963 | Ioannes XXIII (1958 – 1963)                      |
| Amleto Giovanni Cicognani (24 tháng 2 năm 1883 – 17 tháng 12 năm 1973)          | 3 – 21 tháng 6 năm 1963                                      | Trống tòa (Tháng 6 năm 1963) |                                                  |
| Amleto Giovanni Cicognani (24 tháng 2 năm 1883 – 17 tháng 12 năm 1973)          | 21 tháng 6 năm 1963 – 30 tháng 4 năm 1969                    | Tập tin:"SAN PAOLO VI", olio su tela cm cm 70x60. jpg - Opera collocata nella Chiesa di Santa Maria delle Grazie di Voghera.jpg · Paulus VI · (1963 – 1978) |                                                  |
| Jean-Marie Villot (11 tháng 10 năm 1905 – 9 tháng 3 năm 1979)                   |                                                              | Tập tin:"SAN PAOLO VI", olio su tela cm cm 70x60. jpg - Opera collocata nella Chiesa di Santa Maria delle Grazie di Voghera.jpg · Paulus VI · (1963 – 1978) | 2 tháng 5 năm 1969 – 6 tháng 8 năm 1978          |
| Jean-Marie Villot (11 tháng 10 năm 1905 – 9 tháng 3 năm 1979)                   | 6 – 26 tháng 8 năm 1978                                      | Trống tòa (Tháng 8 năm 1978) |                                                  |
| Jean-Marie Villot (11 tháng 10 năm 1905 – 9 tháng 3 năm 1979)                   | 26 tháng 8 – 29 tháng 9 năm 1978                             | Ioannes Paulus I (1978) |                                                  |
| Jean-Marie Villot (11 tháng 10 năm 1905 – 9 tháng 3 năm 1979)                   | 29 tháng 9 – 16 tháng 10 năm 1978                            | Trống tòa (Tháng 10 năm 1978) |                                                  |
| Jean-Marie Villot (11 tháng 10 năm 1905 – 9 tháng 3 năm 1979)                   | 16 tháng 10 năm 1978 – 9 tháng 3 năm 1979                    | Ioannes Paulus II (1978 – 2005) |                                                  |
| Agostino Casaroli (24 tháng 11 năm 1914 – 9 tháng 6 năm 1998)                   |                                                              | Ioannes Paulus II (1978 – 2005) | 1 tháng 7 năm 1979 – 1 tháng 12 năm 1990         |
| Angelo Sodano (23 tháng 11 năm 1927 – 27 tháng 5 năm 2022)                      |                                                              | Ioannes Paulus II (1978 – 2005) | 29 tháng 6 năm 1991 – 2 tháng 4 năm 2005         |
| Angelo Sodano (23 tháng 11 năm 1927 – 27 tháng 5 năm 2022)                      | 2 – 19 tháng 4 năm 2005                                      | Trống tòa (Tháng 4 năm 2005) |                                                  |
| Angelo Sodano (23 tháng 11 năm 1927 – 27 tháng 5 năm 2022)                      | 19 tháng 4 năm 2005 – 22 tháng 6 năm 2006                    | Biển Đức XVI (2005 – 2013) |                                                  |
| Tarcisio Bertone (sinh 2 tháng 12 năm 1934)                                     |                                                              | Biển Đức XVI (2005 – 2013) | 15 tháng 9 năm 2006 – 28 tháng 2 năm 2013        |
| Tarcisio Bertone (sinh 2 tháng 12 năm 1934)                                     | 28 tháng 2 – 13 tháng 3 năm 2013                             | Trống tòa (Tháng 3 năm 2013) |                                                  |
| Tarcisio Bertone (sinh 2 tháng 12 năm 1934)                                     | 13 tháng 3 – 15 tháng 10 năm 2013                            | Franciscus (2013 – nay) |                                                  |
| Pietro Parolin (sinh 17 tháng 2 năm 1955)                                       |                                                              | Franciscus (2013 – nay) | 15 tháng 10 năm 2013 – nay                       |